# Нума Помпілій
Ну́ма Помпі́лій (лат. Numa Pompilius; *21 квітня 753 до н. е. — †673 до н. е.) — напівлегендарний другий цар стародавнього Риму, якому приписується проведення релігійних та календарної реформ. Правив з 717 до 673 р. до н. е.

## Біографія

### Походження і життя до початку правління
Нума Помпілій народився 21 квітня, у день заснування Риму, у місті Курах. За походженням Нума Помпілій був сабіняном. Його батьком був відомий громадянин Помп Помпоній. З молодих літ він відзначався моральними якостями, неабияким розумом. Вважав, що усім людям варто навчитися керуватися у своїх діях лише розумом, відмовитися від насильства, допомагати своїм співгромадянам та іноземцям. Нума Помпілій зажив загальної приязні і слави завдяки своєму благочестивому способу життя. А. Швеглер пов'язував поширення слави Нуми як благочестивої людини із його походженням із сабінян, адже ті, за Варроном, вважалися особливо набожними людьми. Подейкували, що Нума Помілій був знайомий із німфою Егерією.

### Сім'я
Нума Помпілій був молодшим із чотирьох синів Помпонія, поважного громадянина Кур. Одружений був із Татією, дочкою царя Тіта Тація  — сподвижника Ромула у заснуванні Риму. Одружившись, він мав можливість переїхати до Риму, проте не зробив цього, а залишився у землі сабінян, допомагаючи старому батькові. Дружина Нума померла на тринадцятому році шлюбу. Щодо дітей Нуми існують різні версії: що він мав єдину дочку Помпілію, або ж окрім неї ще й чотирьох синів — Помпона, Піна, Кальпа та Мамерка, кожен з яких став згодом родоначальником шанованого роду.

### Здобуття царської влади
Після смерті Ромула у Римі склалася непроста політична обстановка, що частково зумовлювалось співжиттям у Римі римлян та сабінян. Останні, як нові громадяни, ще не встигли остаточно злитися із римлянами. Це викликало ворожнечу між ними та атмосферу загальної недовіри навіть між патриціями. Усі розуміли, що необхідно обрати нового царя, проте виникла суперечка про те, хто це буде та з якого народу повинен походити майбутній правитель. Суперечки тривали довгий період часу, жодна зі сторін не хотіла поступатися своїми інтересами: власне римляни вважали, що саме їхній представник має право на владу, а сабіняни наголошували на тому, що вони приєдналися до римлян на рівних правах і сприяли піднесенню слави їхнього міста. На час, доки цих не було вирішено, встановили особливу форму влади — кожен із патриціїв отримував право царської влади на дванадцять годин, таким чином змінюючи одне одного на цій посаді.
Зрештою, було вирішено обирати царя наступним способом: римляни повинні були обрати свого кандидата із сабінської спільноти, а сабіняни — із римської. Римляни обрали Нуму Помпілія, який, хоча і не проживав у самому Римі, проте славився своїми моральними якостями серед усього народу. Тому і римляни, і сабіняни підтримали обрання Нуми царем. На час, коли Нумі Помпілію запропонували посісти місце римського царя, йому було тридцять дев'ять років. До нього з Риму приїхали посли, Прокул Юлій і Велес, до того можливі кандидати на посаду царя, висловили побажання народу, однак їм довелося довго вмовляти його. Нума відмовлявся, кажучи, що не сприймає будь-яких змін у житті. Нума зауважував, що римлянам, які звикли воювати, потрібен, скоріше, полководець, ніж цар. Після римських послів батько Нуми та його родич Марцій переконували його прийняти пропоновану посаду. Окрім того, початку царювання Нуми сприяли знамення та прохання співгромадян, тому, зрештою, він погодився стати римським царем задля об'єднання двох народів: римлян і сабінян.

## Правління

### Початок царювання
Правління Нуми Помпілія датується 715—674 рр. до н. е.
Перш за все, Нума приніс жертви богам і лише після цього направився до Риму, де його зустріли сенатори та народ. Усе місто раділо приїзду нового царя, у храмах проводилися жертвоприношення, римляни висловлювали Нумі найкращі побажання. Разом із радісною ходою Нума Помпілій досягнув форуму, де зібралася величезна маса народу. Спурій Веттій, який на той час виконував обов'язки очільника Риму, провів голосування, усі громадяни підтримали обрання Нуми царем. Було принесено царські регалії, проте Нума забажав спершу отримати підтвердження, що обрання його царем схвалюється богами. Авгурами було проведено гадання за польотом птахів, Нума отримав сприятливе знамення і лише тоді одягнув царську мантію. Народ голосно вітав нового царя.
На початку царювання Нума скасував царську охорону — целерів, яка при Ромулові існувала у складі трьохсот осіб. Цим Нума Помпілій хотів продемонструвати свою довіру до народу і викликати такі ж почуття у своїх підданих. Загалом перші кроки його діяльності були спрямовані на здобуття поваги серед народу.

### Релігійні та соціальні реформи
Основною метою своєї діяльності Нума Помпілій вважав зміну суспільного ладу римлян, перетворення їх на мирних, благочестивих, більш справедливих людей, відучити їх від постійних війн. Задля цих змін він прагнув впливати на саме виховання римлян та спосіб їхнього життя, у якому важлива роль відводилася релігії — часто проводилися урочисті процесії на честь богів, жертвоприношення, релігійні свята, тлумачення царем волі богів перед народом. Нума Помпілій впорядкував релігійне життя римлян за допомогою ряду реформ.
Релігійні реформи Нуми Помпілія:
- Поруч із посадами двох фламінів — жерців Юпітера і Марса, додано третю посаду фламіна — жерця Квіріна.
- Зміна порядку жертвоприношення — від правління Нуми Помплія богам приносили безкровні жертви — наприклад, з борошна або предметів не дуже великої цінності, також цибулі, волосся та риби.
- Введено заборону на зображення статуй богів у вигляді людей або тварин.
- Створення посади понтифіків — первосвящеників, які тлумачили волю богів, проводили публічні жертвоприношення та контролювали приватні, слідкували за станом мостів та їх лагодженням, завідували обрядами поховання. Теодор Моммзен пише про те, що понтифіки могли бути першими інженерами доріг, з чим погоджується також І. Нетушил, який вважає, що pontes, якими завідували понтифіки, були дорогами, якими рухалися урочисті процесії[1]. Понтифіки контролювали римське богослужіння, зосереджували у своїх руках знання про правові основи життя римської цивітас[2].
- Створення колегії жриць-весталок, культу вічного вогню, яким вони опікувалися. Спершу ця колегія діяла у кількості двох жриць, згодом Нума збільшив їхню кількість до чотирьох. Він встановив правила їхнього навчання, діяльності, їхні права та обов'язки. Весталки мали досить широкі права, порівняно з іншими жінками-мешканками Риму, проте до них висувалися також і особливі вимого щодо їхньої благочестивості. Було також побудовано храм Вести, де зберігався священний вогонь.
- Створення жрецьких посад Саліїв та феціалів.Запровадження колегії саліїв пов'язують з історією про мідний щит, що впав з неба — Нума вважав, що цей предмет охоронятиме місто. Щоб вберегти щит від крадіїв, було зроблено одинадцять копій. Салії були жерцями, які повинні були зберігати ці щити. Феціали — жерці-хранителі миру. Вони були римськими послами до ворожих народів, брали участь у вирішенні питання оголошення війни. Без згоди феціалів не відбувалося жодної битви — доки не було вичерпано мирних методів вирішення конфлікту, феціали не проголошували війни. Колегія з двадцяти феціалів була неначе живим архівом, у якому зберігалися відомості про усі мирні договори[2].
- За царювання Нуми було побудовано храми Вірності і Терміну — богу кордонів. Окрім того, він збудував два палаци, у яких проводив жертвоприношення, спілкувався з жерцями та навчав їх.

Дослідники проводять паралелі між релігійними реформами Нуми Помпілія та вченням піфагорійців. Л. Кофанов вважає, що у сакральних норм Нуми Помпілія та вченні піфагорійців могло бути спільне джерело. До спільних рис належать безкровні жертвоприношення, заборона на зображення богів, проведення ритуалів тощо. Цей же дослідник зауважує, що нововведення Нуми Помпілія могли вплинути на розвиток піфагорійського вчення. У римських джерелах побутувала версія про те, що Нума був учнем Піфагора, проте ця думка неодноразово спростовувалась. Зокрема, до схожих мотивів у релігійних реформах Нуми Помпілія та вченні піфагорійців звертався Плутарх, який досить розлого рзглянув дану тему у своїх «Порівняльних життєписах», де він спростовує можливість того, що Нума був учнем Піфагора, проте кілька разів підкреслює подібність їхніх позицій щодо організації релігійних культів. Окреме місце у переказах про релігійні реформи Нуми займають згадки про його спілкування з божественними істотами: німфою Егерією, Юпітером, Піком та Фавном, які, згідно з легендами, допомагали Нумі у його діяльності: відкривали приховані від людей таємниці, давали поради, ділилися своєю мудрістю.
Соціальні реформи Нуми Помпілія:
- Поділ землі між бідними громадянами, який мав кілька цілей: покінчити із бідністю, злочинами та привчити людей до землеробства. Землю було поділено на ділянки, кожною з яких керував начальник.
- Розподіл населення міста на групи за родом діяльності та ремеслами, що мало сприяти загальному об'єднанню римлян і сабінян. В межах таких груп мали відбуватися богослужіння, проводитися свята і релігійні обряди.
- Обмежено права продажу батьком сина — не можна було продавати одружених синів.
- Батькам надано право виховувати дітей на свій розсуд, навчати їх будь-якого ремесла чи професії.
- До жінок-римлянок вимагалося шанобливе ставлення, проте їхнє життя було дещо обмежене правилами поведінки у суспільстві.

### Календарна реформа
Нума Помпілій зробив зміни у календар, який до його реформи мав досить хаотичний характер — місяці не мали ні точної кількості днів, ні точної послідовності. Нума вперше звернув увагу на різницю між сонячним та місячним роком, він вважав, що різниця між ними складає одинадцять днів. За Плутархом, Нума додав до десяти існуючих у римлян місяців ще два — січень та лютий. А. Коптев так описує основні нововведення Нуми Помпілія у цьому напрямку: другий цар орієнтувався на місячний календар з 355 днів і додав після Терміналій додатковий місяць з 22 чи 23 днів. На думку деяких дослідників, календар введений Нумою належав етрускам і не був власне його винаходом. М. Йорк, зважаючи на той факт, що новий рік у римлян міг починатися як у січні, так і в березні, вважає, що в Римі могло співіснувати дві календарні системи;. На думку А. Грешних, особливе місце займає саме питання, пов'язане із місцем у році січня, названого на честь бога Януса. Те, що рік починався з цього місяця, а не з березня, присвяченого Марсові, богу війни, символізувало прагнення Нуми Помпілія до миру.
Нума Помпілій також ввів нові назви місяців. Ті, що існували до його реформи називалися за порядковим номером, починаючи з п'ятого місяця після березня, тобто з липня. Усі інші отримали свої назви на честь богів Марса, Майі, Юнони, Януса.
Ще одним нововведенням був поділ днів календаря на дві групи: fasti dies (благословенні, сприятливі дні) та nefasti dies (неблагословенні, несприятливі дні).

### Інші нововведення, проведення мирної політики
Серед інших визначних подій, що відбулися за час правління Нуми Помпілія, варто згадати побудову храму Януса з двома «дверима війни», які зачинялися на період миру і були відчиненими під час військових дій. Усі сорок три роки царювання Нуми Помпілія двері храму завжди залишалися зачиненими, що стало майже безпрецедентним явищем в історії Риму і повторилося після Нуми лише кілька разів. За його правління не відбувалося не лише військових дій з іншими народами, а заворушень всередині Риму. Нума зміг досягти певного пом'якшення у звичаях римлян та зробити релігію значною частиною їхнього життя, що також сприяло утвердженню порядку у суспільстві.

## Смерть
Смерть Нуми Помпілія сколихнула римський народ та його союзників. У його похованні брали участь багато людей, які, за словами Плутарха, ховали наче не старого царя, а близьку їм людину, так вони плакали за Нумою. Його тіло не було спалено, під Янікульським пагорбом опустили в землю дві кам'яні труни — один з тілом Нуми, інший — із книгами релігійного змісту, які були написані самим Нумою Помпілієм.

## Оцінка діяльності в історіографії
Діяльність Нуми Помпілія розглядали та аналізували ще античні автори: Плутарх, Аврелій Віктор, згадки про нього є у Плінія Старшого, Діодора Сицилійського та інших. Його реформаторській діяльності та, зокрема, змінам, внесеним у римський календар, присвячено чимало праць дослідників різних країн. А. Енман, зокрема, наголошує на його особливій ролі як сакралізованого правителя, царя-жерця, суддю, що виглядає як протиставлення більш світській за характером своєї діяльності Тарквініїв.

## Цікаві факти
На честь правителя названо астероїд 15854 Нума.